# Rio Curuçá
O Rio Curuçá é um rio brasileiro do estado do Amazonas, Região Norte do país. Banha o oeste da unidade federativa e deságua no rio Javari.
Em 13 de agosto de 1930, a área próxima à latitude 5° S e longitude 71.5° W sofreu uma explosão inexplicada com um impacto estimando entre 0,1 e 1,0 megaton de TNT (0,42 a 4,2 PJ).